# Il flauto magico (film 1975)
Il flauto magico (Trollflöjten) è un film svedese del 1975 diretto da Ingmar Bergman, tratto dall'omonima opera lirica scritta da Emanuel Schikaneder e musicata da Wolfgang Amadeus Mozart.
Trasmesso in prima visione sul canale televisivo TV2 il 1º gennaio 1975, il film è presentato fuori concorso alla 28ª edizione del Festival di Cannes. Nel 2019 la pellicola è stata restaurata in 2K.

## Produzione
Il film, che è la fedele trasposizione dell'opera Il flauto magico, alterna spazi puramente teatrali a spazi cinematografici, e Bergman pone attenzione a fare continuamente riferimento all'opera teatrale per non trasportare brutalmente lo spettatore nella dimensione cinematografica.
All'inizio del film si vede così apparire sotto i titoli di testa il Castello di Drottningholm (fatto erigere nel Settecento da Gustavo III di Svezia) e un vecchio teatro ricostruito in uno studio televisivo, mentre il volto di una bambina appare continuamente per ricordare che si tratta di una rappresentazione e per riassumere con l'innocenza dei suoi tratti infantili come deve porsi lo spettatore-ascoltatore di fronte al capolavoro di Mozart. L'orchestra intanto esegue l'Ouverture, mentre sullo schermo appaiono volti di persone di etnie differenti a simboleggiare che la comunicazione musicale è universale.
- Location: studio Filmhuset, Stoccolma;  Castello di Drottningholm, Ekerö
- Budget: circa 650.000 $

## Accoglienza
Il film è stato ampiamente elogiato sia dai critici cinematografici che dai musicofili.
Per Piero Dallamano «il film è la fedele, completa trasposizione dell'opera tanto da poter sostituire la realtà di una rappresentazione teatrale del Flauto magico con ugual diritto e maggiore corposità di un'edizione discografica. Qui Bergman è in primo luogo regista di teatro d'opera; si comporta cioè non diversamente da un Visconti davanti a Manon Lescaut, da uno Zeffirelli in Otello. Entro i limiti dell'assoluto rispetto al testo nella sua integrità, che accetta con evidente amore e devozione, il regista a sua disposizione ha quel di più che il mezzo cinematografico gli offre».
Bergman utilizza trucchi puramente teatrali che crea avvalendosi della tecnica cinematografica e la scenografia, con il suo gioco di luci e ombre, riesce a creare un'atmosfera più intensa di quella teatrale. Le frasi sono spesso evidenziate dai personaggi che fanno vedere agli spettatori i sottotitoli scritti su dei grandi cartelli di legno. Per quanto riguarda l'aspetto musicale Bergman ha assunto anche il ruolo di impresario di teatro lirico e di direttore artistico scegliendo di persona gli interpreti.
Fra i temi privilegiati tratti da Il flauto magico di Mozart e che ha costretto il regista a fare un cambiamento vi è quello dell'amore che, come egli stesso dice nell'intervista, «[...] contiene una morale che mi piace: cioè che l'amore è la cosa più importante tra gli esseri umani, e la più importante del mondo. Per sottolineare questo punto ho dovuto renderlo esplicito; è uno dei rari cambiamenti che abbiamo ritenuto necessari rispetto al libretto originale. E tocca al sacerdote Sarastro, un saggio, sottolineare questo tema».
Un altro tema bergmaniano che trova perfettamente posto nel mondo mozartiano è quello femminile. Nel film infatti il regista pone una particolare attenzione al personaggio di Pamina e alla sua metamorfosi e, come scrive Floriana Maudente, «[...] quando Pamina varca il tetro regno della notte, quando affronta gli orrori che fanno da diaframma alla festa della libertà e della luce, allora la sua identificazione si completa cancellando la dolce principessa. Ne prende il posto una "donna bergmaniana": una di quelle creature che, mentre il compagno attraversa la vita suonando il suo flauto a occhi chiusi, lo guidano con polso fermo e hanno il tragico coraggio di guardare la realtà».

## Distribuzione internazionale
- Trollflöjten, Svezia
- A Flauta  Mágica, Brasile, Portogallo
- La flauta mágica, Argentina, Spagna
- The Magic Flute, Europa (titolo inglese),  USA
- La flûte enchantée, Francia
- O magemenos  avlos, Grecia
- Taikahuilu, Finlandia
- Tryllefløjten, Danimarca
- Die Zauberflöte, Germania Ovest
- V'lsebnata flejta, Bulgaria
- Czarodziejski flet, Polonia
- Il flauto magico, Italia

## Riconoscimenti
- 1976 – Premio Oscar[7]
  - Candidatura per i migliori costumi a Henny Noremark e Karin Erskine
- 1976 – Golden Globe[8]
  - Candidatura per il miglior film straniero
- 1976 – Premio César[9]
  - Candidatura per il miglior film straniero
- 1976 – British Academy Television Awards[10]
  - Miglior programma straniero
- 1976 – Semana Internacional de Cine de Valladolid[11]
  - Candidatura per il miglior film
- 1975 – National Board of Review[12]
  - Menzione speciale a Ingmar Bergman «per l'eccezionale trasposizione dall'opera allo schermo de Il flauto magico»
- 1975 – National Society of Film Critics[13]
  - Premio speciale